# Leda (nome)
Leda  è un nome proprio di persona italiano femminile.

## Varianti
- Alterati: Ledina[2]
- Maschile: Ledo[2]
  - Alterati: Ledino[2]

## Origine e diffusione

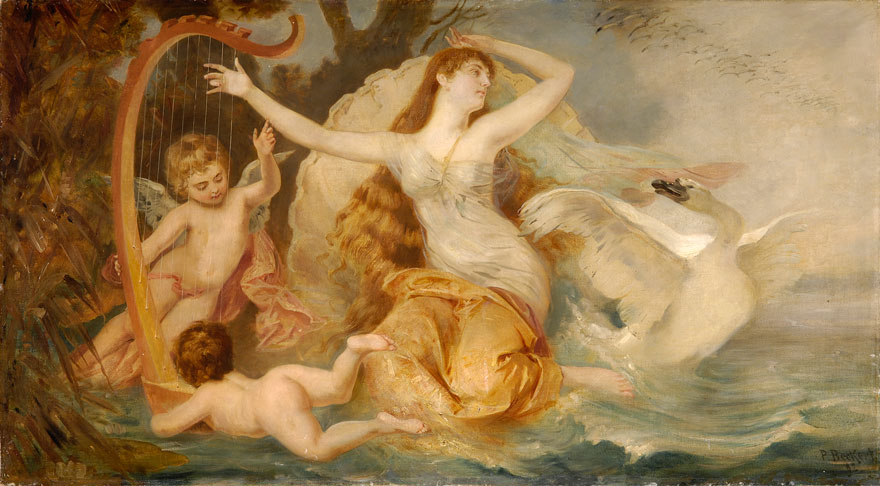
Leda con il cigno, di Paul Beckert

Si tratta di un nome di tradizione classica, portato nella mitologia greca da Leda, principessa spartana che Zeus sedusse trasformandosi in cigno, e che fu madre, tra gli altri, dei Dioscuri. Il suo nome deriva, tramite il latino Leda, dal greco antico Λήδα (Leda) o Λήδη (Lede), la cui etimologia è fortemente incerta; tolta l'antica paretimologia che lo collegava a λοιδορεῖν (loidoréin, "ingiuriare"), che Tagliavini definisce "impossibile", nello studio onomastico moderno viene generalmente considerato pregreco, correlabile al termine licio lada, col significato di "donna", "moglie" (lo stesso del nome Kyllikki).
In Italia, il suo uso è documentato a partire dal Rinascimento, ed ha ricevuto ulteriore spinta dal racconto di Gabriele D'Annunzio del 1916 La Leda senza cigno; intorno agli anni settanta si contavano del nome circa 29.000 occorrenze, accentrate principalmente in Toscana ed Emilia-Romagna.

## Onomastico
Non esistono sante con questo nome, che è quindi adespota; l'onomastico si può eventualmente festeggiare il 1º novembre, festa di Ognissanti.

## Persone

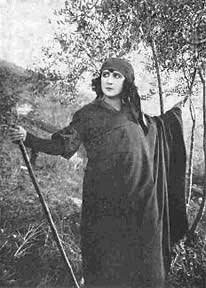
Leda Gys

- Leda Antinori, partigiana e antifascista italiana
- Leda Battisti, cantautrice e chitarrista italiana
- Leda Colombini, politica italiana
- Leda Cosmides, psicologa statunitense
- Leda Gloria, attrice italiana
- Leda Gys, attrice italiana
- Leda Melluso, scrittrice e insegnante italiana
- Leda Rafanelli, politica, anarchica e scrittrice italiana
- Leda Volpi, politica e neurologa italiana

## Il nome nelle arti
- Leda è un personaggio dell'omonimo film d'animazione giapponese.
- Leda è la protagonista del romanzo La figlia oscura scritto da Elena Ferrante.
- Leda Nigiotti, personaggio del film La prima cosa bella, interpretata da Isabella Cecchi.

## Toponimi
- Leda è un satellite di Giove.
- 38 Leda è un asteroide della fascia principale.